# Ancona di San Bartolomeo
L'ancona di San Bartolomeo è un'opera lignea realizzata da Pietro Bussolo intorno al 1495-1497 per la parte scultorea, da Giovanni Marinoni con i figli nel biennio successivo, per la parte pittorica e decorativa, e conservata nella chiesa di San Bartolomeo di Albino.

## Storia
La chiesa di San Bartolomeo di Albino, fu edificata nel '400 e conserva numerose opere di importante rilievo artistico: il ciclo d'affreschi dei Marinoni raffiguranti il Martirio di san Bartolomeo, il ciclo dedicato a Simonino di Trento, uno stupendo altare ligneo dorato seicentesco e l'ancona di San Bartolomeo opera del Bussolo.

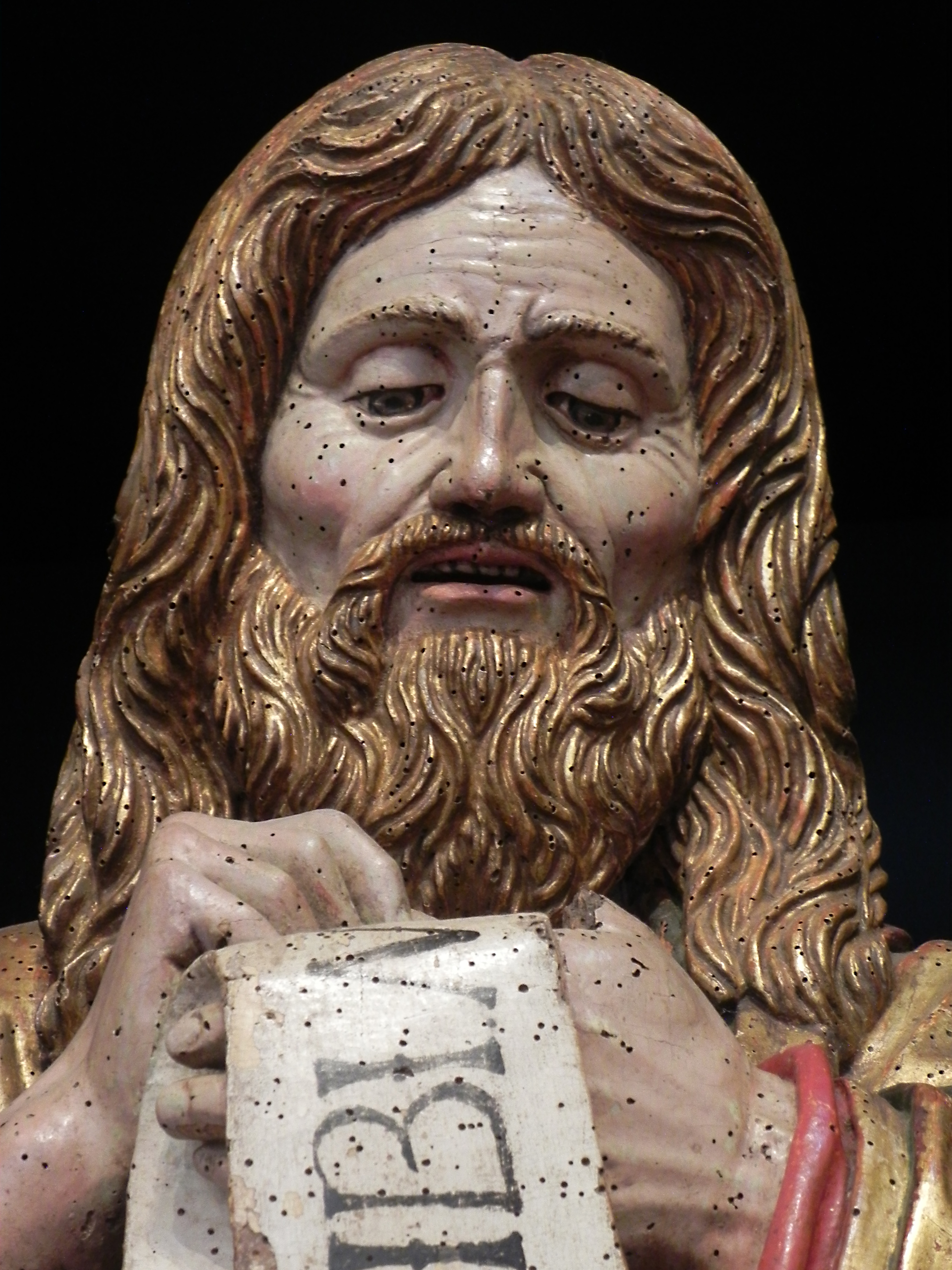
Pietro Bussolo Polittico di San Bartolomeo dettaglio

Il polittico fu commissionato allo scultore, milanese di nascita ma molto attivo nel bergamasco, e realizzato negli ultimi anni del XV secolo per essere collocato sul presbiterio come ancona dell'altare maggiore.
L'impianto aveva subito molti danneggiamenti nel tempo. Della cornice erano stati staccati frammenti che erano stati reimpiegati nella costruzione di un pulpito sostenuto da un confessionale, di cui rimangono le immagini fotografiche a testimonianza, mentre le statue erano posizionate davanti all'altare ligneo, situazione che era stata già descritta negli atti della visita pastorale del vescovo Pietro Luigi Speranza del 1865.
I lavori di ricomposizione dell'ancona, iniziarono nel 1967 con una prima ricostruzione della cornice e la ricollocazione delle statue. Nel 1976 però l'opera subì il furto delle statue che furono ritrovate l'anno successivo. Per questo furono conservate in deposito presso il Museo Adriano Bernareggi di Bergamo. Nel 2010 la collaborazione tra il museo e l'amministrazione comunale albinese, consentì la ripresa del lavoro di riordino e restauro dell'opera, al termine del quale fu presentata nella mostra Rinascimento in scultura. Due polittici di Pietro Bussolo a confronto, e ricollocata nella chiesa di San Bartolomeo ad Albino, sede di molte mostre e incontri culturali.
L'attribuzione dell'opera al Bussolo fu indicata la prima volta, dallo storico Adriano Peroni nel 1963, facendone un confronto con l'ancona del duomo di Salò. 

Nel 2002 una ricerca di Mariolina Olivari ha reso noto il ritrovamento di due fonti documentate del XVIII secolo che riportano l'iscrizione poi perduta sul polittico: Petri Bussoli mediolanensis opus sulpsit tempore presbyteri Jacobi de Bonasil, una di don Lorenzo Usubelli nel suo Memorie del 1761, e l'altra di don Antonio Carrara, nel suo Notizie, del 1774

Nei documenti sono indicati anche i vari pagamenti a Giovanni Marinoni per diversi lavori eseguiti nella chiesa tra i quali anche la doratura dell'ancona tra il 1495 e il 1497. Si desume dalla documentazione che il costo totale dell'opera fu di 70 ducati e che fu voluta e commissionata dalla Congregazione della Misericordia che gestiva la chiesa per volontà del rettore Giacomo Bonasio.
L'ancona fu restaurata una prima volta nel 1958, successivamente da Luciano Gritti nel 2009-2010 sotto la direzione di Amalia Pacia per la cornice e di Emanuela Dafra per il restauro delle statue.

## Descrizione

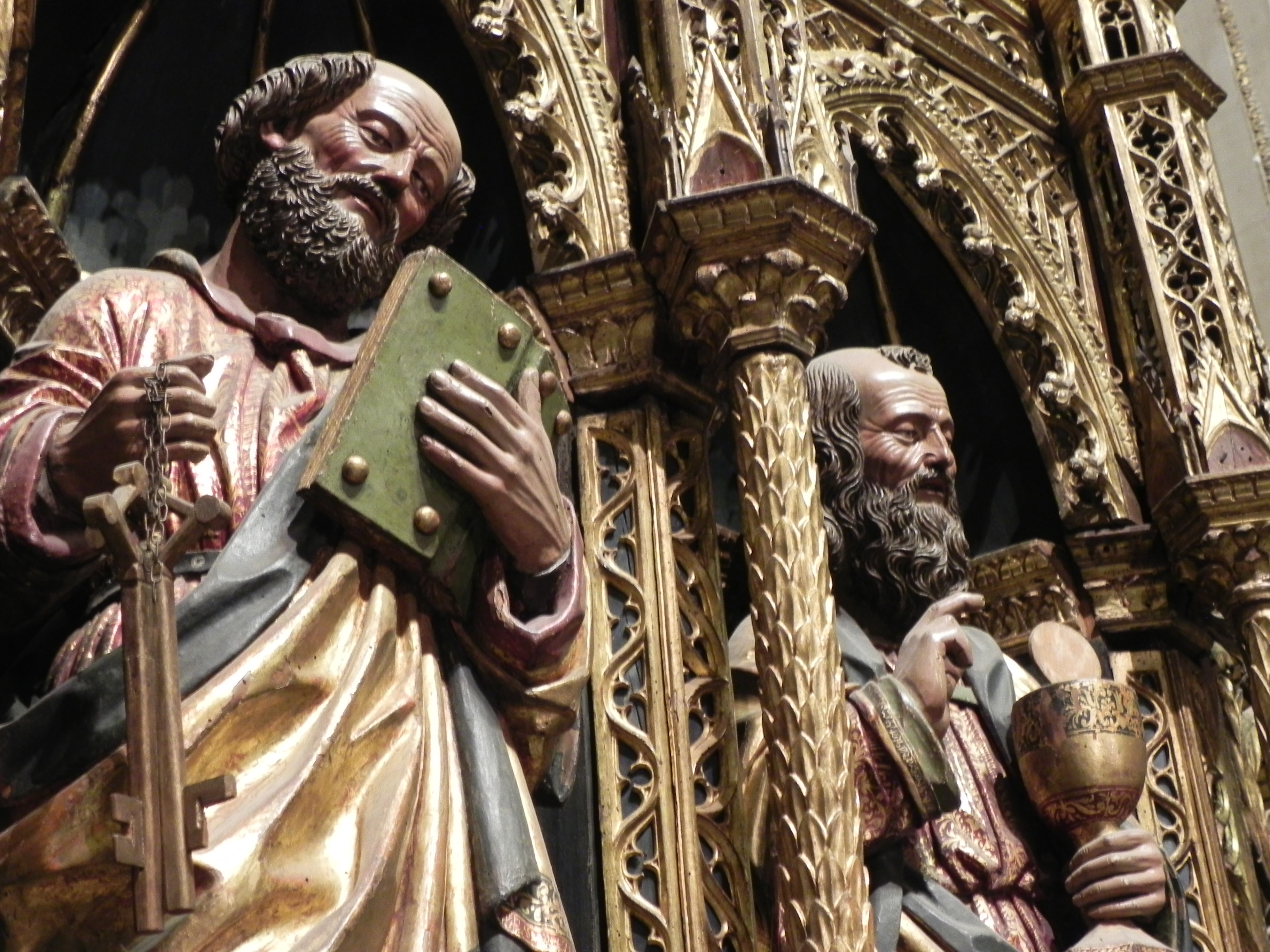
Ancona di Salò - Dettaglio

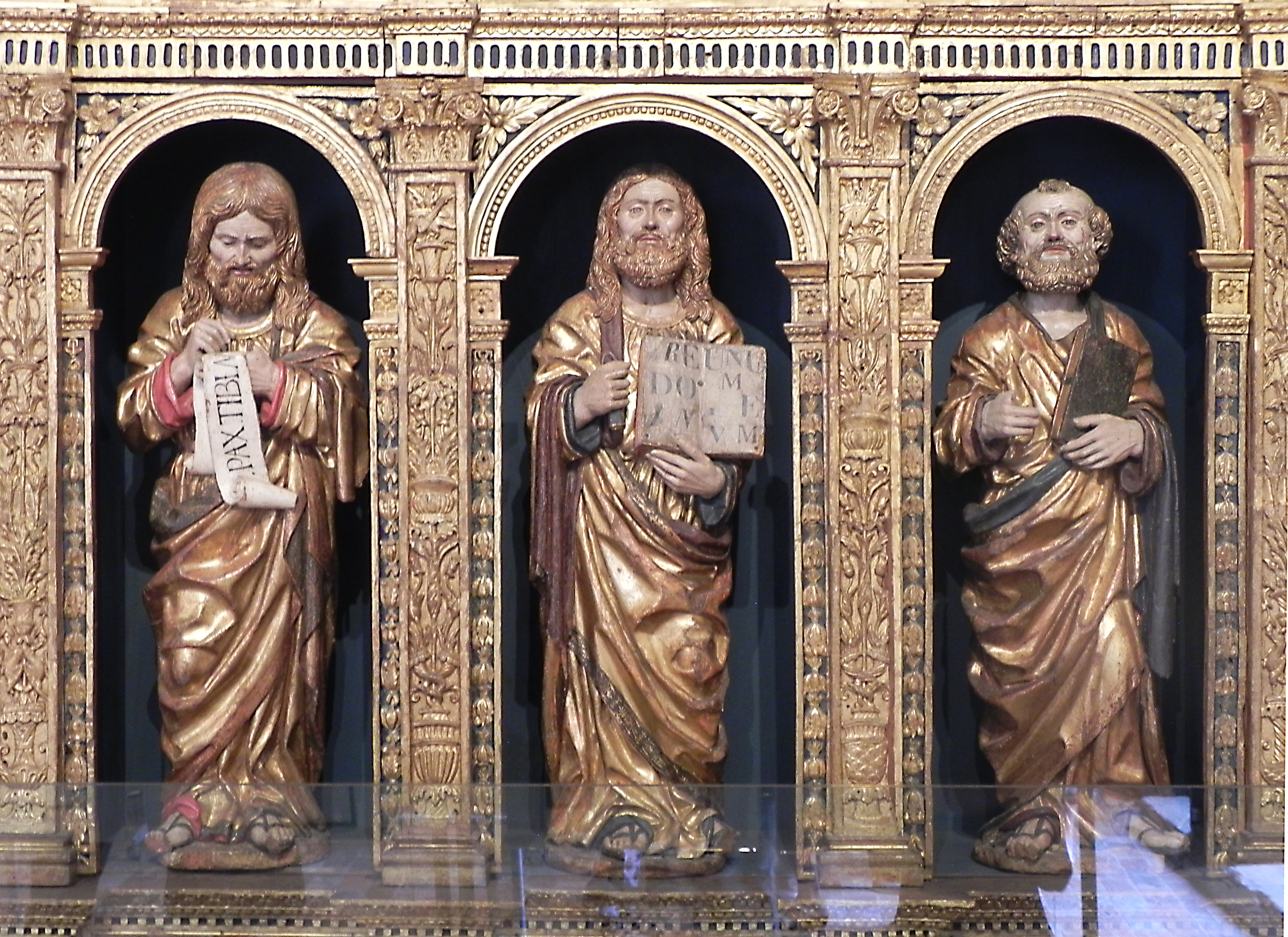
Polittico di San Bartolomeo-dettaglio

Il polittico è diviso su due registri sovrapposti con un'ulteriore parte superiore centrale. La parte inferiore presenta le statue lignee raffiguranti i santi Pietro, Bartolomeo e Marco.  Il santo a cui è intitolata la chiesa, centrale,  tiene in mano un libro aperto dove è leggibile la scritta Credo in unum Deum. Accanto a lui l'evangelista Marco srotola una striscia di carta dove è leggibile la scritta Pax tibi M (arce evangelista meus, hic requiescet corpus tuum), riprendendo l'epigrafe che era sul libro retto dal leone alato stemma della Serenissima.

Nel registro superiore centralmente è posta l'immagine della Vergine con il Bambino tra i santi Giovanni Evangelista e Giovanni Battista. La parte superiore centrale l'immagine di Cristo morto che esce dall'impianto della cornice. 
Il Bussolo ripropose la sua forma artistica prettamente milanese, ma con la ricerca di nuove espressività, più armoniose e meno aspre delle opere eseguite negli anni precedenti. L'artista si era avvicinato all'arte veneta lavorando nella Cappella Colleoni. Il Bussolo riesce a presentare i santi racchiusi nelle nicchie di un'umanità concreta e molto terrena, nell'atto di compiere gesti comuni, ma mimandoli non solo nel gesto, ma anche nei lineamenti dei visi proponendoci una tridimensionalità delle fisionomie che sono una ricerca di studio tra il Leonardo e il Bramante
I Marinoni hanno completato il lavoro dell'artista milanese con una coloratura delle statue differenziando le tonalità degli incarnati dal rosso-bruno per san Giovanni Battista al bianco lucente e delicato della Madonna e il Bambino, dando una raffinatezza che porterà a molte collaborazioni tra il Bussolo e la sua bottega e quella di Desenzano. Le quattro figure di santi dipinte alla base, dove poggiano i plinti delle lesene, raffiguranti i santi Bernardo, Lorenzo, Stefano e Alessandro, sono stati dipinti da Antonio Marinoni riconducibili ad un gruppo di opere di cultura milanese avvicinabile a Bernardo Zenale.